# Richie Rich (stripfiguur)
Richard "Richie" Rich, Jr. is een personage uit een groot aantal stripseries van de Amerikaanse uitgeverij Harvey Comics. Het personage maakte zijn debuut in het eerste album van de stripserie Little Dot uit 1953. In 1960 kreeg hij zijn eerste stripreeks.

## Personage
Richie is het enige kind van Richard en Regina Rich, het rijkste echtpaar ter wereld. Hierdoor is Richie zelf het rijkste kind ter wereld. In de stripserie is hij ergens tussen de 7 en 10 jaar oud. Hij woont in een kolossaal landhuis, en bezit vrijwel alles wat er is waaronder een eigen butler genaamd Cadbury.
Richie heeft blond haar. Hij draagt meestal een zwart colbert met een wit shirt, een blauwe korte broek, en een rode vlinderdas.
Ondanks enkele negatieve stereotypes over zijn enorme rijkdom is Richie doorgaans erg beleefd en bereid zijn geld met iedereen te delen, met name met zijn vrienden Freckles en Pee-Wee Friendly.

## Tekenaars en schrijvers
Richie Rich's bekendste tekenaar is Warren Kremer. Andere tekenaars zijn Ernie Colon, Sid Couchey, Dom Sileo, Ben Brown, Steve Muffatti en Joe Dennett.
Schrijvers voor de stirpboeken waren onder andere Lennie Herman, Stan Kay, en Ralph Newman.

## Stripseries
Over het personage zijn de volgende stripseries gemaakt:
- Richie Rich
- Richie Rich Adventure Digest
- Richie Rich and...
- Richie Rich and Billy Bellhops
- Richie Rich and Cadbury
- Richie Rich and Casper
- Richie Rich and Casper in 3-D
- Richie Rich and Dollar
- Richie Rich and Little Dot
- Richie Rich and Gloria
- Richie Rich and His Girlfriends
- Richie Rich and Jackie Jokers
- Richie Rich and New Kids on the Block
- Richie Rich and Professor Keenbean
- Richie Rich and Reggie
- Richie Rich and Timmy Time
- Richie Rich Bank Books
- Richie Rich Best of the Years Digest
- Richie Rich Big Book
- Richie Rich Big Bucks
- Richie Rich Billions
- Richie Rich Cash
- Richie Rich Cash Money
- Richie Rich, Casper, and Wendy
- Richie Rich Diamonds
- Richie Rich Digest
- Richie Rich Digest Stories
- Richie Rich Digest Winners
- Richie Rich Dollars and Cents
- Richie Rich Fortunes
- Richie Rich Gems
- Richie Rich Giant Size
- Richie Rich Gold and Silver
- Richie Rich Gold Nuggets Digest
- Richie Rich Holiday Digest
- Richie Rich Inventions
- Richie Rich Jackpots
- Richie Rich Million Dollar Digest
- Richie Rich Millions
- Richie Rich Money World
- Richie Rich Money World Digest
- Richie Rich Movie Adaptation
- Richie Rich Profits
- Richie Rich Relics
- Richie Rich Riches
- Richie Rich Success Stories
- Richie Rich Summer Bonanza
- Richie Rich Treasure Chest Digest
- Richie Rich Vacation Digest
- Richie Rich Vacation Digest Magazine
- Richie Rich Vacation Digest '93 Magazine
- Richie Rich Vault of Mystery
- Richie Rich Zillionz
- SupeRichie

## Andere media
- In 1980 kwam Hanna Barbara met de animatieserie Richie Rich. De stem van Richie werd hierin gedaan door Sparky Marcus.
- In 1994 verscheen de live-action film Richie Rich, met Macaulay Culkin in de titelrol.
- In 1996 verscheen een tweede animatieserie, eveneens met de titel Richie Rich. Hierin deed Katie Leigh de stem van Richie.
- In 1998 verscheen er een tweede live-action film: Richie Rich's Christmas Wish. Hierin speelde David Gallagher de rol van Richie.